# Никола Стоицев
Никола Стоицев е български учител.

## Биография
Никола Стоицев е роден на 16 декември 1880 г. в гр. София. Завършва Софийската мъжка гимназия (1901) и със специалност математика и физика в Софийския университет (1905).
Установява се в гр. Ловеч. Работи като учител в Мъжкото класно училище(1905-1908), Девическата гимназия (1908-1913), Мъжката гимназия (1913-1924), Държавното педагогическо училище „Княз Борис Търновски“ (1924-1927) и Американския девически колеж.
През 1905 г. създава и ръководи първия мандолинен оркестър в Ловеч. Читалищен, тетрален и музикален деец. От 1907 до 1936 г. е член на Ловчанското читалище „Наука“. Цигулар в оркестъра и певец в съставите на оперите, поставени на ловешка сцена: „Камен и Цена“, „Хаджи Мурад“, „Елвира“ и „Гергана“. Често е пръв пмощник на Евстати Павлов в постановъчната дейност. Не слиза от ловешката сцена в продължение на близо половин век.